# Ctenucha fosteri
Ctenucha fosteri là một loài bướm đêm thuộc phân họ Arctiinae, họ Erebidae.